# Seznam egiptovskih politikov
Seznam egiptovskih politikov.

## A
Ahmed Asmat Abdel-Meguid - Abdel Moneim Aboul Fotouh - Hazem Salah Abu Ismail - Sufi Abu Taleb - Mohammad Salim Al-Awa - Khaled Ali - Kamal Hassan Ali - Abd Al-Fattah Al-Sisi - Abdel Hakim Amer - Zakaria Azmi - Abdul Rahman Hassan Azzam -

## B
El-Sayyid el-Badawi - Mohammed Badie - Hassan al-Banna - Mohamed Beltagy - Abdel Latif Boghdadi - Boutros Boutros-Ghali - 

## C
Henri Curiel

## E
Atef Ebeid - Nabil Elaraby - Mohamed El-Baradej -  Hazem El Beblawi - Maher El-Beheiry - Saad El-Katatni - Essam el-Erian - Mostafa El Feky - Khairat El-Shater - Mahmoud Ezzat

## F
Amin Fakhry Abdel Nour (1912–2012) - Mounir Fakhry Abdel Nour - Mahmud Fawzi -

## G
Kamal Ganzouri - Ahmed Aboul Gheit - Numan Gumaa

## H
(Zahi Havas) - Mohammed Hussein Heikal -

## I
Gameela Ismail - Sherif Ismail

## K
Kamal Stino - Mustafa Kamil - Hesham Kandil

## L
Ali Mahmoud Lutfi

## M
Mustafa Madbuli (Mostafa Madbouly) - Mohammed Mahdi Akef - Ahmed Maher - Ibrahim Mahlab - Mohamed Mahsoub - Adly Mansour - Mortada Mansour - Ahmad Fuad Mohieddin - Zakaria Mohieddin - Mohamed Morsi - Amr Moussa - Gamal Mubarak - Hosni Mubarak

## N
Mohammed Naguib - Gamal Abdel Naser - Salah Nasr - Ahmed Nazif - Ajman Nour -

## O
Atif Obaid -

## P
Husein Rušdi Paša - 

## Q
Hesham Qandil - Sayyid Qutb

## S
Hamdeen Sabahi - Ali Sabri - Anvar el-Sadat - Talaat Sadat - Atef Sedki - Fouad Pasha Serageldin - Hussein el-Shafei - Ahmed Shafik - Essam Sharaf - Abdel Fattah el-Sisi - Sedki Sobhy - Ahmad Fathi Sorour - Sameh (Hasan) Šukri - Omar Suleiman - Farouk Sultan

## T
Mohamed Husein Tantavi -

## W
Tarek Wafik

## Z
Mohamed Ahmed Zaki